# Trimeresurus vogeli
Trimeresurus vogeli ist eine Vipernart aus der Gattung der Bambusottern, die auf der Indochinesischen Halbinsel verbreitet ist. Sie wird als nicht gefährdet eingestuft.

## Merkmale

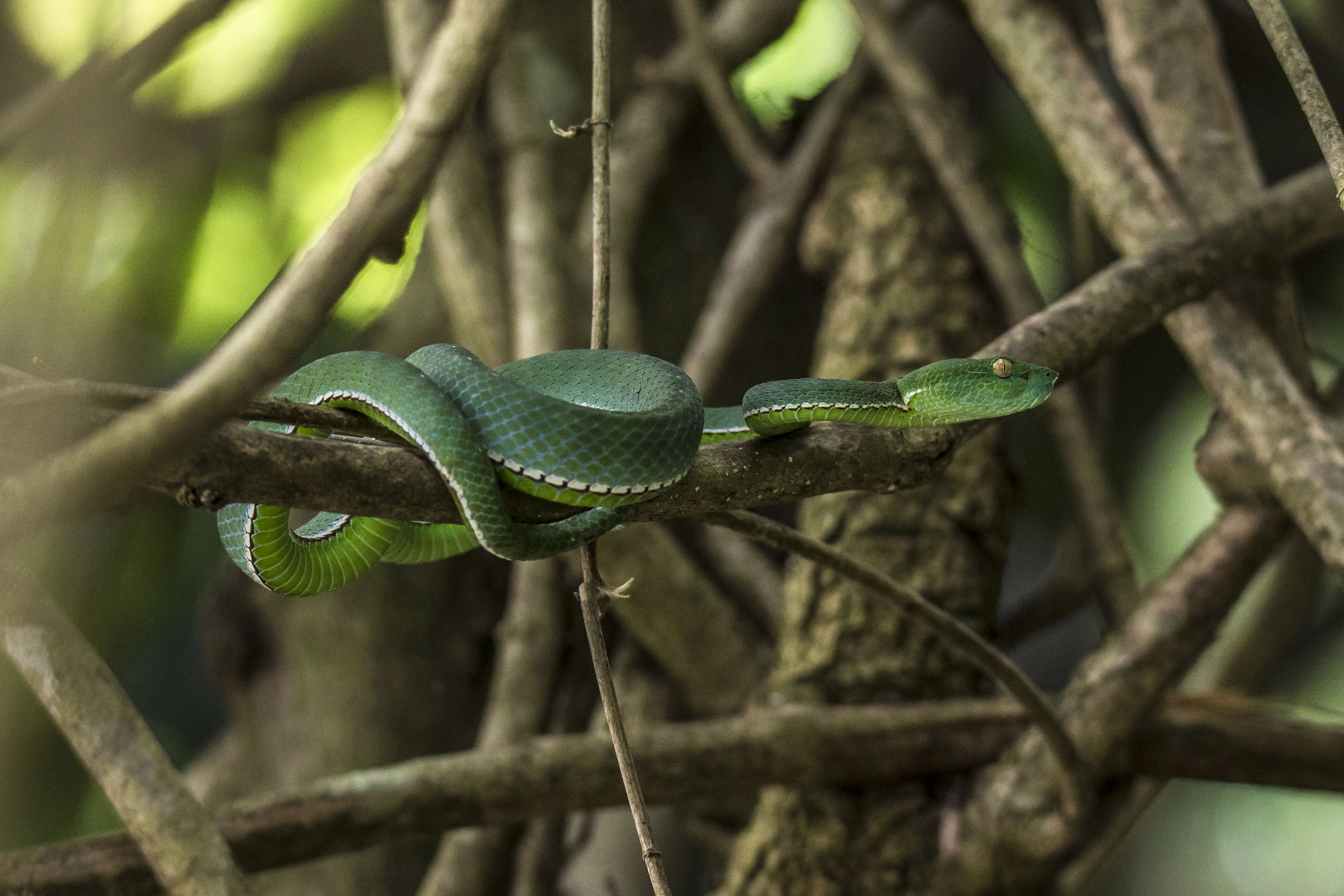
Exemplar mit dorsal blaugrüner Körperfarbe in Thailand

Die Weibchen werden größer als die Männchen und erreichen eine Kopf-Rumpf-Länge von bis zu mindestens 110 cm, während diese bei Männchen selten über 80 cm geht. Bei Weibchen macht die Schwanzlänge 14,9 bis 16,4 % der Gesamtlänge aus und bei Männchen 16,4 bis 19,7 %. Die Körperfarbe von T. vogeli ist wie bei vielen Bambusottern dorsal grün. Bei Weibchen ist sie dabei eher grasgrün, wohingegen sie bei Männchen dunkler ausfällt. Die Männchen weisen auch undeutliche, dunkle Querbänder auf. Auf den Ventralia (Bauchschuppen) haben sie zudem weiße Punkte und am Kopf einen undeutlichen, weißen postocularen Streifen – beides fehlt bei den Weibchen. Bei beiden Geschlechtern verläuft jedoch ein ventrolateraler Streifen entlang des Körpers. Dieser kann weiß, weißlich blau, weißlich gelb oder leuchtend gelb ausfallen. Bei den Männchen verläuft unter diesem Lateralstreifen manchmal zusätzlich ein rostroter Streifen. Der Schwanz ist bei beiden Geschlechtern größtenteils wie der Rumpf grün gefärbt, lediglich bis zu 25 % oder nur die Spitze sind rostrot. Die Iris ist gelblich bei Weibchen und gelblich bis grünlich gelb bei Männchen. Der Hemipenis der Männchen ist kurz und stachelig.
Die Pholidose (Beschuppung) weist am Rumpf 21 stark gekielte dorsale Schuppenreihen auf und 163 bis 173 Ventralia. Die Anzahl der Subcaudalia (Untere Schwanzschuppen) liegt zwischen 62 und 72 bei Männchen und zwischen 58 und 64 bei Weibchen. Das erste Supralabiale (Oberlippenschild) ist nicht mit dem Nasale (Nasenschild) verbunden. Die Internasalia sind durch ein bis zwei oder selten auch drei Schuppen voneinander getrennt. Die Supraocularia (Schuppen oberhalb des Auges) sind ungewöhnlich groß und so breit wie die Interanasalia. Sie sind durch 11 bis 15 kleine, glatte Kopfschuppen voneinander getrennt.

## Lebensweise und Lebensraum
T. vogeli ist wie andere Vipern giftig.
Die Art ist ovovivipar (ei-lebendgebärend) und nachtaktiv. Ihr Lebensraum sind hügelige Gebiete in Höhen zwischen etwa 200 und 1200 Metern. Sie bevorzugt immergrüne Wälder, kommt aber auch in Grasland auf Hochebenen vor. Sie ist häufig in der Nähe von Wasser anzutreffen, wo sie in ein paar Metern Höhe auf Beute lauert. Zu dieser gehören Frösche, Skinke, kleine Säugetiere und auch Insekten. Auch der Verzehr eines Bogenfingergeckos (vermutlich Cyrtodactylus bidoupimontis) wurde beobachtet. Der Gecko wurde in dem beschriebenen Fall von der sich auf dem Boden befindenden Viper auf einem Felsen gebissen und zwei Minuten nach dem Biss mit dem Schwanz zuerst gefressen. Das Verschlingen des Tiers dauerte insgesamt etwa 30 Minuten.

## Verbreitungsgebiet und Gefährdungsstatus
Das Verbreitungsgebiet von T. vogeli liegt auf der Indochinesischen Halbinsel und erstreckt sich über den Osten Thailands vom Dongrek-Gebirge bis zur Provinz Nakhon Ratchasima sowie den Westen Kambodschas, Südosten Laos und das zentrale bis südliche Vietnam.
Die Weltnaturschutzunion (IUCN) stuft die Art als nicht gefährdet (least concern) ein mit unbekanntem Populationstrend. Sie ist in ihrem Verbreitungsgebiet häufig und kommt auch in einigen Schutzgebieten vor. Mögliche Bedrohungen sind die illegale Abholzung von Primärwäldern und die in Südostasien zur Landgewinnung für die Landwirtschaft verbreitete Brandrodung. Vermutlich wird die Art auch in Vietnam zur Herstellung von Schlangenschnaps verwendet, jedoch wegen ihres Verbreitungsgebiets in höher gelegenen Waldgebieten in geringerem Ausmaß als andere Bambusottern.

## Systematik
Trimeresurus vogeli ist eine Art aus der Gattung der Bambusottern, die zu den Grubenottern, einer Unterfamilie der Vipern, gehört. Die Art wurde lange als Trimeresurus stejnegeri identifiziert, bevor sie 2001 von Patrick David, Nicolas Vidal und Olivier Pauwels wissenschaftlich erstbeschrieben wurde. Der Typenfundort (Lage) liegt im Nationalpark Khao Yai. Das Artepitheton wurde zu Ehren des deutschen Herpetologen Gernot Vogel gewählt. Malhotra et al. veröffentlichten 2004 eine Neubeschreibung der Art, sodass sie zwischenzeitlich in die Gattung Viridivipera transferiert wurde.